# 蘇韋尼·本·賽義德
蘇韋尼·本·賽義德·本·苏丹·布賽义迪（阿拉伯语：‎，羅馬化：Thuwaynī bin Saʿid bin Sulṭān al-Būsaʿidī；1821年-1866年）為賽義德·本·蘇丹的第三子，马斯喀特和阿曼蘇丹國的蘇丹。生前從未去過尚吉巴。在其父死去後，其弟馬吉德·本·賽義德自立為尚吉巴蘇丹，促使後來蘇韋尼·本·賽義德與馬吉德·本·賽義德爆發王位爭奪。最後由馬吉德成為尚吉巴蘇丹，蘇韋尼則繼任阿曼蘇丹。然而也因為如此，阿曼至此喪失了尚吉巴，並使马斯喀特和阿曼陷入財政困境，使得蘇韋尼日後加重收稅，致使民怨四起。1866年，他被薩利姆·本·蘇韋尼殺害。

## 註腳
1. ↑  Ingrams 1967，第163–164頁